# Ahmed Abdul-Malik
Ahmed Abdul-Malik (* 30. Januar 1927 in Brooklyn, New York City, New York; † 2. Oktober 1993 in Long Branch, New Jersey) war ein amerikanischer Jazzmusiker. Im Jazz etablierte er sich zunächst als Kontrabassist, bevor er Mitte der 1950er Jahre begann, als Oud-Spieler auf sich aufmerksam zu machen. Abdul-Malik zählt zu den Pionieren der später so genannten Weltmusik.

## Leben
Obwohl diese Vermutung bei einem Jazzmusiker der Mitte des vergangenen Jahrhunderts naheliegend wäre, war Ahmed Abdul-Malik nicht etwa ein beim Beitritt zur Nation of Islam angenommener  Name. Abdul-Malik kam 1927 als Sohn eines sudanesischen muslimischen Einwanderers in New York City zur Welt. Die in älteren Nachschlagewerken zu findende Angabe seines Geburtsnamens als Sam Gill beruht neueren Forschungen zufolge auf einer Verwechslung. Er wuchs im arabischen Viertel Brooklyns auf.
Als erstes Instrument erlernte er vom achten Lebensjahr an die Violine; auf diesem Instrument sammelte er auch in bereits ganz jungen Jahren seine ersten professionellen Erfahrungen als Musiker bei vorwiegend kommerziellen Engagements. Bei der Probenarbeit mit einem Jugendsinfonieorchester ergab sich für Abdul-Malik eher zufällig die Möglichkeit, zum Kontrabass überzuwechseln.
Als Kontrabassist standen ihm erheblich mehr berufliche Möglichkeiten – jedoch vorwiegend im Jazz und der Popularmusik – offen; dies unter anderem auch deswegen, weil die bedeutenden klassischen Orchester in den USA zu jener Zeit aufgrund der Rassentrennung schwarzen Musikern in der Praxis noch verschlossen waren.
Abdul-Malik arbeitete zunächst (1945 bis 1948) in einer frühen Band des Schlagzeugers Art Blakey, mit dem Tenoristen Don Byas sowie in verschiedenen Ensembles seines Jugendfreundes, des Pianisten Randy Weston. Da um 1950 die Grenzen zwischen Jazz und Rhythm and Blues noch fließend waren, überrascht es nicht, dass sich aus der Zusammenarbeit mit Weston ein Engagement bei Sam „The Man“ Taylor, einem populären Tenorsaxophonisten im Umfeld des R&B und frühen Rock ’n’ Roll ergab.
Ebenso wenig war es zu dieser Zeit ungewöhnlich, aus dem Lager der eher kommerziell orientierten afroamerikanischen Musik in künstlerisch anspruchsvollere Bands „umsteigen“ zu können. Die bei Taylor demonstrierte rhythmisch grundsolide Bass-Arbeit Abdul-Maliks war auch für den als sehr abstrakt bekannten Pianisten und Komponisten Thelonious Monk attraktiv. In dessen Band spielte Abdul-Malik  mit der Crème der damaligen Jazz-Avantgarde zusammen, darunter mit den Saxophonisten John Coltrane und Johnny Griffin sowie dem Schlagzeuger Roy Haynes. Mit Monks Trio war der Bassist auch in der (bis heute als DVD erhältlichen) Folge The Sound of Jazz im Rahmen der CBS-Fernsehshow „Seven Lively Arts“ zu sehen und zu hören.
Die musikalisch folgenreichste und kreativ eigenständigste Schöpfung Abdul-Maliks war die Gründung des Ensembles Middle Eastern Music, das in verschiedenen Besetzungen von 1957 bis 1964 existierte. In diesem Pionierprojekt wurden erstmals bewusst Stilelemente des Jazz und der arabischen Musik fusioniert. Abdul-Malik spielte in dieser Band nicht mehr nur ausschließlich Bass, sondern auch verschiedene traditionelle arabische Instrumente, die er studiert hatte. Vor allem kann er als der erste bedeutende Oud-Spieler des Jazz bezeichnet werden. Middle Eastern Music zog zu Beginn der 1960er Jahre ein erhebliches Medieninteresse auf sich und wurde mehrmals im US-amerikanischen Fernsehen vorgestellt. Wenn Abdul-Maliks Projekte auch während des Aufkommens der Weltmusik-Mode seit Mitte der 1960er Jahre zunächst etwas in Vergessenheit gerieten, erinnerte man sich seiner später wieder, als ihm 1984 der BMI Pioneer in Jazz Award verliehen wurde.
Abdul-Malik blieb trotz des relativen Erfolgs seines Projekts in den kommenden Jahrzehnten vorwiegend als Kontrabassist aktiv, unter anderem mit so verschiedenen Musikern wie der aus Leipzig stammenden Pianistin Jutta Hipp, dem Flötisten Herbie Mann, dem Pianisten Earl  Hines und dem avantgardistischen Baritonsaxophonisten Hamiet Bluiett.
Außerhalb der USA hatte Abdul-Malik vergleichsweise wenige, dafür aber recht renomméeträchtige Engagements. So gastierte er auf einer vom State Department organisierten Tournee 1961 in vielen Städten Lateinamerikas und 1972 beim Internationalen Jazzfestival in Tanger. 
Seit 1970 unterrichtete er im Rahmen eines staatlich geförderten Musikunterrichts-Programms verschiedene Saiteninstrumente an allgemeinbildenden Schulen seiner Heimatstadt New York; 1973 erhielt er einen Lehrauftrag für nahöstliche und afrikanische Musik am Brooklyn College.

## Diskographie

### Als Leader

#### MitAhmed Abdul-Malik's Middle Eastern Music
- 1957 – Jazz Sahara (u. a. mit Johnny Griffin)
- 1959 – East Meets West
- 1961/62 – Jazz Sounds of Africa
- 1963 – Eastern Moods

#### Sonstige
- 1961 – The Music of Ahmed Abdul-Malik
- 1964 – Spellbound

### Als Sideman

#### Mit Randy Weston
- 1956 – With These Hands
- 1956 – Jazz à la Bohemia
- 1956 – The Modern Art of Jazz
- 1973 – Randy

#### Mit Thelonious Monk
- 1957 – Thelonious Monk Quartet with John Coltrane at Carnegie Hall
- 1958 – Thelonious in Action
- 1958 – Misterioso
- 1958 – Thelonious Monk Quartet Live at the Five Spot: Discovery! (mit John Coltrane und Roy Haynes)

#### Sonstige
- 1961 – John Coltrane The Other Village Vanguard Tapes
- 1964 – Earl Hines The Legendary Little Theatre Concert of 1964
- 1964 – Earl Hines Fatha
- 1977 – Hamiet Bluiett Orchestra, Duo and Septet